# التمرد العراقي 2013

## التسلسل الزمني

### يناير
- أدى انفجار سيارة مفخخة في مدينة المسيب بوسط العراق إلى مقتل 28 زائرًا شيعيًا وإصابة 60 آخرين أثناء عودتهم من كربلاء . وفي العاصمة بغداد، انفجرت قنبلة على جانب الطريق بالقرب من حافلة صغيرة، مما أسفر عن مقتل 4 زائرين وإصابة 15 آخرين. [1] [2]
- أدى تفجير انتحاري إلى مقتل نائب سني بارز وستة آخرين في الفلوجة في 15 يناير، بعد يومين من نجاة وزير المالية رافع العيساوي من محاولة اغتيال في نفس المدينة. وكان النائب، أيفان سعدون العيساوي، عضوًا مهمًا في لجنة أبناء العراق في الفلوجة وجزءًا من المعارضة لرئيس الوزراء نوري المالكي . [3] في 16 يناير، فجّر انتحاري شاحنة مليئة بالمتفجرات بجوار مقر الحزب الديمقراطي الكردستاني في كركوك ، مما أسفر عن مقتل 26 شخصًا وإصابة 204 آخرين. كما أسفر هجوم مماثل على مكتب كردي آخر في طوزخورماتو عن مقتل 5 أشخاص وإصابة 40 آخرين. كما أسفرت التفجيرات على جانب الطريق وإطلاق النار في مناطق أخرى، بما في ذلك بغداد وتكريت وبيجي، عن مقتل 24 شخصًا على الأقل وإصابة 44 آخرين. [4] [5]
- أدت موجة من الهجمات في بغداد ومحيطها إلى مقتل 26 شخصًا على الأقل وإصابة 58 آخرين في 22 يناير. ووقعت تفجيرات وإطلاق نار في العاصمة، بالإضافة إلى التاجي والمحمودية. [6] وفي اليوم التالي، فجّر انتحاري نفسه أثناء جنازة أحد أقارب أحد السياسيين في مدينة طوزخورماتو، مما أسفر عن مقتل 42 شخصًا وإصابة 75 آخرين. كما أسفرت هجمات أخرى في وسط وشمال العراق عن مقتل 7 أشخاص وإصابة 8 آخرين. [7] [8]
- تحولت احتجاجات السنة المستمرة في العراق ضد حكومة رئيس الوزراء نوري المالكي إلى أحداث عنف دامية في الفلوجة، حيث أطلق جنود النار على حشد من المتظاهرين الذين كانوا يرشقونهم بالحجارة، مما أسفر عن مقتل سبعة وإصابة أكثر من سبعين آخرين. وقُتل ثلاثة جنود رمياً بالرصاص رداً على الحادث، واندلعت اشتباكات في العسكري، على المشارف الشرقية للفلوجة. ووُضعت قوات الأمن في حالة تأهب قصوى مع تطبيق حظر التجول ومنع مرور المركبات. وفي بيان، حث المالكي الطرفين على ضبط النفس، وألقى باللوم في الحادث على المتظاهرين المشاغبين. كما حذّر من أن ذلك قد يؤدي إلى "تصاعد التوتر الذي يحاول تنظيم القاعدة والجماعات الإرهابية استغلاله". [9] [10]

### فبراير
- فجّر انتحاري سيارته المفخخة قرب مقرّ الشرطة المحلية في كركوك، مما أسفر عن مقتل 36 شخصًا على الأقل وإصابة 105 آخرين. وكان من بين الجرحى اللواء جمال طاهر، قائد شرطة المدينة، الذي نجا من هجوم سابق في نفس المكان تقريبًا قبل عامين. وقُتل ثلاثة مهاجمين آخرين بعد الانفجار الأول، أثناء محاولتهم إلقاء قنابل يدوية على قوات الأمن. وأفاد العديد من الضباط الذين نجوا من الهجوم أن المهاجم الأول كان يقود سيارة شرطة ويرتدي زيًا رسميًا. وعندما أوقفه الحراس عند البوابة للتحقق من أوراق اعتماده، فجّر المتفجرات التي بحوزته. [11] [12]

### مارس
- نصب مسلحون مجهولون كميناً لقافلة للجيش السوري برفقة جنود عراقيين في معركة عكاشات، ما أدى إلى مقتل 48 سورياً و13 عراقياً. العراقيون. وقع الهجوم قرب الحدود الصحراوية بين البلدين في محافظة الأنبار العراقية. اشتبهت السلطات في وقوف الجيش العراقي الحر، أو جبهة النصرة، أو تنظيم القاعدة في العراق وراء الهجوم. [13] بعد أسبوع، في 11 مارس/آذار، أعلن تنظيم دولة العراق الإسلامية مسؤوليته عن الهجوم، قائلاً إنه "دمر" "كتلة من الجيش الصفوي "، في إشارة إلى السلالة الفارسية الشيعية التي حكمت إيران من عام 1501 إلى عام 1736. كما زعم التنظيم أن وجود جنود سوريين في العراق يُظهر "تعاونًا وثيقًا" بين الحكومتين السورية والعراقية. [14]
- أدت سلسلة من الهجمات المنسقة في العاصمة بغداد وعدة مدن رئيسية في شمال ووسط البلاد إلى مقتل 98 شخصًا على الأقل وإصابة 240 آخرين. استهدفت موجة العنف في الغالب المدنيين الشيعة، ووقعت في الذكرى العاشرة لبداية حرب العراق . وأعلن تنظيم الدولة الإسلامية في العراق لاحقًا مسؤوليته عن الهجمات. [15]

### أبريل
- انفجرت شاحنة صهريج مفخخة في مقر الشرطة بتكريت، مما أسفر عن مقتل 42 شخصًا على الأقل وإصابة 67 آخرين. هاجم مسلحون حقلًا نفطيًا بالقرب من عكاز في منطقة نائية بمحافظة الأنبار، مما أسفر عن مقتل مهندسين واختطاف ثالث. وأسفرت هجمات أخرى في جميع أنحاء البلاد عن مقتل مدير سجن في الموصل وإصابة 11 آخرين، بمن فيهم رئيس بلدية طوزخورماتو وأربعة صحفيين على الأقل، طعنهم مهاجمون مجهولون في سلسلة هجمات على مكاتب إعلامية في العاصمة بغداد. [16]
- أدى تفجير انتحاري إلى مقتل 22 شخصًا وإصابة 55 آخرين في تجمع سياسي لمرشح سني محلي في بعقوبة. كما أسفرت هجمات أخرى في أنحاء البلاد عن مقتل 7 أشخاص وإصابة 9 آخرين، معظمهم من أفراد قوات الأمن. [17]
- أدت سلسلة من الهجمات المنسقة عبر أكثر من 20 مدينة إلى مقتل 75 شخصًا على الأقل وإصابة أكثر من 350 آخرين قبل أيام قليلة من الانتخابات الإقليمية. [18]
- في 23 أبريل، تحركت وحدات الجيش العراقي ضد معسكر أقامه المتظاهرون في الحويجة، غرب مدينة كركوك، مما أثار اشتباكات مميتة وهجمات انتقامية في جميع أنحاء البلاد. [19] ووفقًا لضباط الجيش، كانت العملية تستهدف المسلحين السنة من جيش النقشبندي، الذين ورد أنهم شاركوا في الاحتجاجات. قُتل ما مجموعه 42 شخصًا وجُرح 153 آخرون، وكان معظمهم من المتظاهرين - وتم تأكيد مقتل 3 جنود فقط وإصابة 7 آخرين. [19] [20] أثار الحادث عددًا من الهجمات الانتقامية، التي سرعان ما انتشرت في معظم أنحاء البلاد. استقال وزير التعليم محمد تميم من منصبه ردًا على عملية الجيش، وتبعه لاحقًا وزير العلوم والتكنولوجيا عبد الكريم السامرائي. [19] استولى المتمردون من جيش النقشبندي تمامًا على بلدة سليمان بك، على بعد حوالي 170 على بُعد كيلومتر شمال بغداد، بعد معارك ضارية مع قوات الأمن في 25 أبريل/نيسان، سيطروا عليها في اليوم التالي، ثم فروا بالأسلحة والمركبات. قُتل أكثر من 340 شخصًا وجُرح 600 آخرون في الأيام الأربعة التي شهدت أعنف أعمال عنف، بينما استمرت الهجمات بعد ذلك بوتيرة أعلى من تلك التي شهدتها في وقت سابق من العام. [21] [22] [23] [24]

### مايو
- في 3 مايو/أيار، أصدرت بعثة الأمم المتحدة في العراق أرقاماً تظهر أن عدد الأشخاص الذين لقوا حتفهم في هجمات عنيفة في شهر أبريل/نيسان كان أكبر من أي شهر آخر منذ يونيو/حزيران 2008. ووفقاً للأرقام، قُتل ما لا يقل عن 712 شخصاً خلال شهر أبريل/نيسان، بما في ذلك 117 من أفراد قوات الأمن. [25]
- في أحدث جولة من العنف، ضربت سلسلة من التفجيرات وإطلاق النار المناطق الوسطى والشمالية من العراق، مع وقوع بعض الحوادث في بلدات في الجنوب وأقصى الغرب أيضًا. وأسفرت الهجمات خلال أسبوع عن مقتل 449 شخصًا على الأقل وإصابة 732 آخرين في واحدة من أعنف موجات العنف منذ سنوات. [26] [27] [28] [29] [30] [31] [32]
- أطلقت الحكومة العراقية عملية الشبح، بهدف معلن هو قطع الاتصال بين تنظيم القاعدة في العراق وجبهة النصرة السورية من خلال تطهير منطقة الحدود مع سوريا والأردن من المسلحين. [33]
- وقعت سلسلة من الهجمات المنسقة في بغداد، مما أسفر عن مقتل 71 شخصًا وإصابة أكثر من 220 آخرين. [34]

### يونيو
- ضربت سلسلة من التفجيرات وإطلاق النار الأجزاء الوسطى والشمالية من العراق، مما أسفر عن مقتل 94 شخصًا على الأقل وإصابة ما يقرب من 300 آخرين. [35]
- أدت سلسلة من الهجمات القاتلة في مختلف أنحاء العراق إلى مقتل 54 شخصًا على الأقل وإصابة أكثر من 170 آخرين، حيث وقعت معظم التفجيرات الكبرى في جنوب البلاد. [36]

### سبتمبر
- في 21 سبتمبر/أيلول، استهدفت سلسلة من التفجيرات الانتحارية والسيارات المفخخة جنازة في حي مدينة الصدر ذي الأغلبية الشيعية بالعاصمة العراقية بغداد. وأسفرت الهجمات عن مقتل 78 شخصًا على الأقل وإصابة أكثر من 200 آخرين. كما وقعت حوادث أخرى أصغر حجمًا في شمال ووسط البلاد. [37]

### نوفمبر
- 1 نوفمبر - قالت الأمم المتحدة يوم الجمعة إن الهجمات وأعمال العنف الأخرى في جميع أنحاء العراق قتلت 979 شخصًا في أكتوبر، وهو عدد القتلى الشهري نفسه لشهر سبتمبر. وذكر تقرير الأمم المتحدة أن 979 شخصًا قُتلوا في أكتوبر - وهو نفس العدد في سبتمبر. ومن بين هؤلاء، كان 852 مدنيًا بينما كان 127 جنديًا عراقيًا وأفرادًا من قوة الشرطة. كما قالت الأمم المتحدة إن 1902 عراقيًا أصيبوا في هجمات في جميع أنحاء البلاد الشهر الماضي - بانخفاض يزيد عن 200 عن سبتمبر، عندما أصيب 2133 عراقيًا. وكانت بغداد هي المحافظة الأكثر تضررًا، حيث قُتل 411 شخصًا وجُرح 925. وتلتها محافظة نينوى المضطربة، حيث قُتل 188 شخصًا وجُرح 294. [38]

### ديسمبر
وقال المصدر إن "الاشتباكات أسفرت عن مقتل خمسة أشخاص بينهم شقيق العلواني وجندي، وإصابة 13 حارساً وأربعة جنود"، مضيفاً أنه تم أيضاً اعتقال العلواني وعدد من حراسه.
وفي وقت لاحق من اليوم، قال وزير الدفاع العراقي في بيان إن القوات ذهبت إلى منزل العلواني ومعها مذكرة اعتقال بحق شقيقه الذي كان من بين القتلى، وألقت القبض على أحمد العلواني رغم حصانته. 

29 ديسمبر - قال مسؤولون أمنيون وطبيون إن هجمات في العراق استهدفت بشكل رئيسي أفراد قوات الأمن أسفرت عن مقتل 16 شخصًا على الأقل يوم الأحد، من بينهم ثلاثة ضباط كبار في الجيش. وفي وقت سابق من يوم الأحد، انفجرت سيارة مفخخة بالقرب من نقطة تفتيش للجيش في الموصل ، مما أسفر عن مقتل أربعة جنود آخرين، من بينهم ضابط، بينما أسفر انفجار قنبلة على جانب الطريق في المدينة عن مقتل طفل وإصابة ثلاثة أشخاص. وتأتي الهجمات على الجنود بعد مقتل خمسة ضباط كبار، من بينهم قائد فرقة، و10 جنود آخرين خلال عملية في 21 ديسمبر ضد مسلحين في محافظة الأنبار الغربية. وفي أبو غريب ، غرب بغداد، قتل مسلحون ما لا يقل عن أربعة من عناصر ميليشيا الصحوة المناهضة لتنظيم القاعدة وجرحوا ثلاثة على الأقل عند نقطة تفتيش يوم الأحد. 